# Ciencia militar
La ciencia militar, también llamada ciencia de la guerra o belicología, es el estudio de la técnica, psicología, práctica y otros fenómenos que constituyen la guerra y el conflicto social armado. Se esfuerza en convertirse en un sistema científico que, si se emplea apropiadamente, incrementará la habilidad para prevalecer en un conflicto armado con un adversario.[cita requerida] Para conseguirlo, no es importante si el adversario es una fuerza militar enemiga, guerrilla u otros irregulares, o cualquier otro adversario que conozca o utilice la ciencia militar en su respuesta. La ciencia militar (guerra en tierra) engloba seis ramas mayores:

## Organización militar
Desarrolla métodos óptimos para la administración y organización de las unidades militares, así como de lo militar como un todo. Además, esta área estudia otros aspectos como la movilización/desmovilización, y el gobierno militar de área recién conquistadas (o liberadas) al control enemigo.

## Educación militar y entrenamiento
Estudia la metodología y la práctica involucrada en el entrenamiento de los soldados, suboficiales y oficiales. También se extiende al entrenamiento de unidades grandes y pequeñas, individual y colectivamente con organizaciones regulares y en reserva. El entrenamiento militar, especialmente el de oficiales, también se preocupa con la educación general y la adoctrinación política de las fuerzas armadas.

## Historia militar
La actividad militar ha sido un proceso constante a lo largo de miles de años, y las tácticas esenciales, estrategia, y metas de las operaciones militares han estado sin cambios a lo largo de la historia. Como ejemplo, una maniobra notable es la del doble envolvimiento, considerada como la maniobra militar más consumada, la primera vez que se supo de su aplicación es en la Batalla de Cannas, ejecutada por Aníbal en el año 216 a. C. Mediante el estudio de la historia, los militares buscan no repetir errores pasados, y mejorar sus actuaciones presentes, imbuyendo en los comandantes una habilidad con la que percibir paralelismos históricos durante la batalla, para así rentabilizar las lecciones aprendidas. Las áreas principales de la historia militar incluyen, historia de las guerras, batallas, y combates, historia del arte militar, y la historia de cada servicio militar específico.

## Geografía militar
La geografía militar incorpora mucho más que las manifestaciones simplistas de tomar el terreno alto. La geografía militar estudia lo obvio, la geografía de los teatros de la guerra, pero también estudia características adicionales en el plano político, económico y otros rasgos naturales de las localizaciones de conflictos potenciales (el paisaje político, por ejemplo). Como un ejemplo, podemos citar la Guerra de Afganistán (1978-1992), en la que se argumentó no sólo sobre la habilidad de la Unión Soviética para invadir con éxito Afganistán, sino sobre su capacidad para flanquear militar y políticamente a la república de Irán simultáneamente.
Una especialización tendrá resultados positivos por conocimiento de las ciencias afines debido a la complejidad de sus problemas y a su relación.
Las concepciones estratégicas. Logísticas y operativas aplicando sus principios a la realidad geográfica, permiten determinar la influencia del terreno en las operaciones militares.
Al comandante corresponde tomar o no el conocimiento que da la historia y el terreno

## Estadística militar
El potencial general de la Estadística Militar es apoyar el análisis militar y explorar el potencial de información estadística en asuntos de la seguridad y de la defensa, con miras a la construcción de indicadores y modelos que permitan la gestión eficiente de datos requeridos por los Organismos de Seguridad. Según la definición de Jhoner Perdomo "La Estadística Militar consiste en aplicar métodos Estadísticos a las Ciencias y Artes Militares, con el fin de fortalecer la planificación, las estrategias y toma de decisiones".

## Tecnología militar y equipamiento
La tecnología militar no sólo es el estudio de varias tecnologías y la aplicación de las ciencias físicas que puedan usarse para incrementar la capacidad militar. También se puede extender al estudio de métodos de producción de equipamiento militar, y maneras para mejorar las capacidades y reducir los requerimientos materiales y/o tecnológicos para su producción.Un ejemplo, es el esfuerzo realizado por la Alemania Nazi para producir caucho y combustibles artificiales para reducir o eliminar su dependencia de productos derivados del petróleo (gasolinas, aceites y lubricantes) y de los suministros de caucho.La tecnología militar es única sólo en sus aplicaciones, no en el uso que pueda hacer de ciencia básica y logros tecnológicos. Debido a su uso único, la tecnología militar lucha por incorporar tecnología evolutiva, así como la más infrecuente tecnología revolucionaria en el lugar adecuado de la aplicación militar.

## Estrategia militar y doctrina
La estrategia militar es, de muchas maneras, la pieza central de la ciencia militar. Estudia los pormenores del combate, e intenta reducir a una serie de principios los innumerables factores que gobiernan todas las interacciones del campo de batalla. Así, dirige la planificación y ejecución de las batallas, operaciones, y de las guerras como un todo. A principios del siglo XXI, prevalecen dos sistemas principalmente. Hablando ampliamente, pueden ser descritos como el sistema "Occidental", y el sistema "Ruso". Cada sistema refleja y apoya fuerzas y debilidades sustentadas en la sociedad subyacente. Generalmente, las sociedades "Occidentales" tienen sistemas educativos y tecnológicos más avanzados. En contraste, las sociedades del "tercer mundo" (basadas en el sistema ruso) tienen sistemas educativos y tecnológicos más bajos, pero tienen una capacidad de mandar seres humanos al combate en sus ejércitos, más grande que los que las sociedades "Occidentales" están dispuestas o son capaces de involucrar en un conflicto.
El arte militar Occidental moderno está compuesto principalmente de una amalgama de sistemas franceses, alemanes, británicos y norteamericanos. El sistema ruso también toma prestado de estos mismos sistemas, a través del estudio, y/o de la observación personal en la forma de invasión (Guerra de 1812 de Napoleón, y en la Gran Guerra Patria), y forman un producto único adecuado para las condiciones que los practicantes de este sistema encuentran. El sistema que se produce por el análisis que proporciona el Arte Militar se conoce como doctrina.
La doctrina militar occidental descansa sobre todo en la tecnología, el uso de un cuadro bien entrenado y potente de suboficiales, y de un proceso de obtención y diseminación de la información superior para proveer una conciencia del campo de batalla que los oponentes no pueden igualar. Sus ventajas son su extrema flexibilidad, extrema letalidad, y su enfoque en quitar el C4ISTAR (Comando, Control, Comunicaciones y Computación) para paralizar e incapacitar, más que destruir directamente su poder de combate (esperando salvar vidas en el proceso). Sus desventajas son su alto coste, dificultad en reemplazar al personal, un tren logístico enorme, y en la dificultad de operar sin sus artefactos de alta tecnología, si se agotan o son destruidos.
La doctrina militar soviética (y de sus descendientes, los Estados postsoviéticos) descansaba sobre todo en la masa de maquinaria y de tropas, un cuerpo de oficiales con un alto nivel de formación (aunque muy pequeño en número), y en misiones planeadas previamente. Sus ventajas son que no requiere de tropas bien educadas, no requieren de un gran tren logístico, están bajo un rígido control central, y no confían en un sistema C4ISTAR sofisticado después que se inicia un determinado curso de acción. Sus desventajas son la falta de flexibilidad, la confianza en el efecto de choque de la masa (con el resultado de un alto coste en vidas y material), y sobre todo en la incapacidad de explotar un éxito inesperado o de responder a una pérdida inesperada.
La doctrina militar China a principios del siglo XXI está en un estado de cambio ya que el Ejército Popular de Liberación está evaluando las tendencias militares que son relevantes para China. La doctrina militar China está influenciada por varias fuentes incluyendo una tradición militar clásica indígena caracterizada por estrategas como Sun Tzu, influencias occidentales y soviéticas, así como estrategas modernos indígenas como Mao Zedong. Una característica distintiva de la ciencia militar China es que coloca el énfasis en la relación entre la sociedad y el ejército así como que los puntos de vista de la fuerza militar son meramente parte de una gran estrategia que abarca mucho más.
Cada sistema entrena a su cuerpo de oficiales en su propia filosofía considerando el arte militar. Las diferencias en contenido y énfasis son ilustrativas.

### Estados Unidos
Los principios de militares/de la guerra del Ejército de los Estados Unidos son como siguen:
- Objetivo: Dirigir todas las operaciones militares hacia un objetivo que esté claramente definido, decisivo y realista. El máximo propósito militar de la guerra es la destrucción de la habilidad del enemigo para combatir y de su voluntad de hacerlo.

- Ofensiva: Capturar, retener y explotar la iniciativa. La acción ofensiva es el modo más efectivo y decisivo de obtener un objetivo común claramente definido. Las operaciones ofensivas son los medios mediante los cuales una fuerza militar captura y conserva la iniciativa mientras mantiene su libertad de acción y consigue resultados decisivos. Esto es fundamentalmente verdad en todos los niveles de la guerra.

- Masa: Amasar los efectos de un poder de combate devastador en el momento y lugar decisivos. Conseguir la masa es sincronizar todos los elementos del poder de combate donde tengan un efecto decisivo sobre una fuerza enemiga en un período corto de tiempo. Amasar los efectos, más que concentrar las fuerzas, puede posibilitar que fuerzas numéricamente inferiores puedan conseguir resultados decisivos, mientras que se limita la exposición al fuego enemigo.

- Economía de Fuerzas: Emplear todo el poder de combate disponible de la manera más efectiva posible; asignar un poder de combate mínimo esencial a los esfuerzos secundarios. La economía de fuerzas es la distribución y el uso juicioso de las fuerzas. Ninguna parte de las fuerzas deben ser dejadas nunca, sin un propósito. El empleo del poder disponible de combate para tareas tales como ataques limitados, defensa, retrasos, engaño, o incluso operaciones retrógradas se tiene que sopesar en relación con conseguir la masa en otro lugar del campo de batalla en el lugar y momentos decisivos...

- Maniobra: Colocar al enemigo en una posición de desventaja mediante la aplicación flexible del poder de combate. La maniobra es el movimiento de las fuerzas en relación con las del enemigo para ganar una ventaja posicional. Una maniobra efectiva hace que el enemigo pierda su equilibrio y protege a las fuerzas. Se usa para explotar éxitos, para preservar la libertad de acción, y para reducir las vulnerabilidades. Continuamente crea nuevos problemas al enemigo al hacer que sus acciones sean inefectivas, conduciendo eventualmente a la derrota...

- Unidad de Mando: Para cada objetivo, hay que buscar la unidad de mando y la unidad en el esfuerzo. A todos los niveles de la guerra, el empleo de las fuerzas militares de un modo que amase el poder de combate hacia un objetivo común, requiere unidad de mando y unidad de esfuerzo. La unidad de mando significa que todas las fuerzas estén bajo un único comandante responsable de ellas. Requiere un único comandante con la autoridad necesaria para dirigir a todas las fuerzas en la búsqueda de un propósito unificado.

- Seguridad: No hay que permitir nunca que el enemigo adquiera una ventaja inesperada. La seguridad potencia la libertad de acción mediante la reducción de la vulnerabilidad a los actos hostiles, influencia, o la sorpresa. La seguridad surge de las medidas que toma un comandante para proteger a sus fuerzas. El conocimiento y la comprensión de la estrategia, tácticas, doctrina y planes del enemigo aumentan la planificación detallada de las medidas de seguridad adecuadas.

- Sorpresa: Golpea al enemigo en un momento, lugar o de una manera para las que no esté preparado. La sorpresa puede cambiar decisivamente el equilibrio del poder de combate. Mediante la búsqueda de la sorpresa, las fuerzas pueden conseguir un éxito fuera de toda proporción con el esfuerzo realizado. La sorpresa puede ser en tamaño de la fuerza, dirección o localización del esfuerzo principal, o tiempo. El engaño puede ayudar en las probabilidades de conseguir la sorpresa...

- Sencillez: Hay que preparar planes claros y no complicados con órdenes concisas para asegurar una comprensión completa. Todo en la guerra es muy simple, pero la cosa más simple es difícil. Para los no iniciados, las operaciones militares no son difíciles. La sencillez contribuye al éxito de las operaciones. Los planes claros y simples, las órdenes concisas minimizan la incomprensión y la confusión. Pesando otros factores lo mismo, es preferible la parsimonia.

### Canadá
Los principios de la guerra/ciencia militar de las Fuerzas Canadienses son como sigue:
- Principios del Mando: Guiar con el ejemplo; Conocer a tus cadetes y promover su bienestar; Desarrollar a los líderes potenciales; Hacer decisiones lógicas y oportunas; Entrenar a los cadetes como un equipo; Comunicar las ideas claramente; Mantener informados a los cadetes de todas las actividades y de los nuevos desarrollos; Tomar iniciativas; Conocerse a uno mismo y perseguir la propia mejora; Tratar a los cadetes como te gustaría que te tratasen.

- Principios de la guerra: Seleccionar y mantener el objetivo; mantener la moral; acción ofensiva; sorpresa; seguridad; concentración de la fuerza; economía de esfuerzos; flexibilidad; cooperación; y administración.

- Arte operacional y planificación de la campaña: la organización y planificación del proceso de planificación de las fuerzas aéreas, navales y terrestres.

- Principios científicos: implicados en el reconocimiento militar, exploración, y adquisición de blancos en el contexto de las operaciones militares.

### Soviética
Los principios soviéticos de la ciencia militar. A principios del siglo XXI todavía se siguen principios similares en los países de la Comunidad de Estados Independientes.
- Preparación: La habilidad para realizar misiones bajo cualquier condición al comenzar o proseguir una guerra.

- Iniciativa: Utilizar la sorpresa, decisión, y agresividad para luchar por conseguir y mantener la iniciativa. La iniciativa, en este sentido describe los esfuerzos para completar el plan a pesar de las dificultades. Esto contrasta con el uso Occidental del término, que implica la resolución de problemas y la improvisación para poder tratar con las circunstancias cambiantes.

- Capacidad: El uso completo de los distintos medios y capacidades de batalla para conseguir la victoria.

- Cooperación: La aplicación coordinada y cercana entre las unidades mayores de las fuerzas armadas.

- Concentración: La concentración decisiva de la fuerza esencial en el momento necesario y en la dirección más importante para conseguir la misión principal.

- Profundidad: La destrucción del enemigo por toda la profundidad completa del despliegue enemigo.

- Moral: El uso de los factores políticos y psicológicos para desmoralizar a los oponentes y romper su voluntad para resistir.

- Obediencia: Obediencia estricta e ininterrumpida. Las órdenes deben seguirse exactamente y sin preguntas. Se espera que los comandantes supervisen directamente a sus subordinados de una manera detallada para asegurar su cumplimiento.

- Puntillosos: Los comandantes subordinados deben seguir el espíritu y la letra del plan.

- Seguridad: La seguridad complementa la sorpresa. Todos los aspectos de la seguridad, desde el engaño al secreto, hasta la disciplina severa a los subordinados que por su acción u omisión permiten que la información caiga en manos del enemigo se deben perseguir vigorosamente.

- Logística: La restauración de las reservas y la restauración de la capacidad de combate son de principal importancia en el rápido y moderno campo de batalla.

Así se puede ver que en el arte Militar, los sistemas Occidental y Soviético son parecidos, pero colocan el énfasis en lugares completamente diferentes. Los sistemas Occidentales permiten más control y toma de decisiones a niveles más bajos del mando, y hay un énfasis consistente en ello. Los principios de la ofensiva, masa, y maniobra para el comandante occidental, todos ellos le colocan un sentido de responsabilidad personal y autoridad para asegurar que estos principios se sigan mediante la acción apropiada. En contraste, el sistema Soviético hace énfasis en la preparación, iniciativa, y obediencia. Esto coloca más responsabilidad en los centros de mando, mejor preparados, y provee un control más total de la batalla.

### Rusia
Los principios rusos del arte militar, 1998 son:
- Alta preparación de combate
- Sorpresa
- Agresividad y decisión
- Persistencia e iniciativa
- Coordinación de armas combinadas y operaciones conjuntas
- Concentración decisiva de las fuerzas
- Profundidad de batalla u operaciones profundas
- Guerra de información
- Explotación de factores político-morales
- Mando y control firme y continuo
- Soporte de combate racional
- Restauración oportuna de las reservas y del potencial de combate

### China
Debido a que las doctrinas militares del Ejército Popular de Liberación están en un estado de cambio, es difícil a principios del siglo XXI dar un resumen de una sola doctrina que sea un exponente del pensamiento del ejército Chino. Más bien, el ejército Chino está influenciado a principios del siglo XXI por tres escuelas doctrinales que están en conflicto y se complementan la una a la otra. Estas tres escuelas son:
- La Guerra del pueblo: que deriva de la noción maoísta de la guerra, en la que la sociedad entera se moviliza.

- Guerra regional: que prevé las guerras futuras como un asunto limitado en alcance y confinado a la frontera China.

- Revolución de los medios militares: es una escuela de pensamiento que cree que la tecnología está transformando las bases de la guerra y que estos cambios tecnológicos presentan ambas cosas, posibilidades y peligros extremos para el ejército Chino.

En años recientes, ha sido promocionada la "Guerra local bajo condiciones de alta tecnología".
Sin considerar las diferencias en detalles del arte Militar, la Ciencia militar se esfuerza en mostrar un cuadro integrado del caos de la batalla, y en iluminar principios básicos que se apliquen a todos los combatientes, no solamente con aquellos que estén de acuerdo con tu formulación de estos principios.

### Cuba

#### Guerra del pueblo
Es la concepción estratégica para la Defensa Nacional, que resume la experiencia histórica de la nación en lo tocante a enfrentamientos contra enemigos numérica y tecnológicamente superiores. Se basa en el empleo más variado y eficiente de todos los recursos materiales y morales de la sociedad, organizados en el Sistema Defensivo Territorial, como sustento de la capacidad defensiva del Estado. Es el fundamento de la Doctrina Militar del Estado Cubano y expresa la solución de masas dada por la dirección de la Revolución a los problemas de la Defensa Nacional. Suele resumirse al afirmar que, en caso de una agresión militar en gran escala contra Cuba, cada ciudadano tendrá un medio, un lugar y una forma de enfrentar al enemigo hasta lograr la victoria.
Fundamentos de la defensa nacional:
- Doctrina Militar
- Fuerzas Armadas Revolucionarias
- Defensa Civil
- Industria Militar
- Preparación para la defensa
- Interrogantes a la Defensa en Cuba

#### Defensa Nacional
Es la acción coordinada que lleva a cabo el Estado y toda la sociedad cubana para enfrentar la agresión militar externa en gran escala y conjurar la subversión interna. Su objetivo es preservar la soberanía e independencia nacional, la integridad territorial del país y el orden constitucional establecido. Al propio tiempo, reducir la influencia de catástrofes de diversa índole. La Defensa Nacional, en los niveles de provincia, municipio y Zona de Defensa, recibe el nombre de Defensa Territorial.

#### Sistema Defensivo Territorial
Es el conjunto de medidas y actividades políticas, económicas, militares, diplomáticas, jurídicas, de seguridad, orden interior y defensa civil, que se organiza y realiza desde tiempo de paz por los órganos y organismos estatales, las entidades económicas, instituciones sociales y de masas, y los ciudadanos, en los diferentes niveles de la división político administrativa, con el objetivo de garantizar la defensa del país.
El archipiélago cubano está organizado territorialmente en 14 provincias y 169 municipios. En situaciones excepcionales se activan en los territorios de los municipios más de 1 400 zonas de defensa.
La cercanía a Estados Unidos y su política hostil, condicionan la concepción de lucha de Cuba como país pequeño y de limitado desarrollo económico y la adopción de una doctrina militar autóctona y sui generis en este continente.

#### Visión General
La doctrina militar del Estado cubano es el conjunto de ideas y concepciones científicamente fundamentadas, adoptadas por el Estado sobre la esencia, los objetivos, el carácter, las particularidades y las consecuencias de la guerra; la preparación del país para librarla exitosamente; y los métodos para su realización y conducción, con el fin de enfrentar una agresión militar. 
Sus fuentes son: la experiencia histórica del Ejército Libertador y el Ejército Rebelde, los logros del pensamiento y la ciencia militar socialista y el concepto Guerra de Todo el Pueblo. Está regida por la Política Militar del Partido Comunista de Cuba. 
Incluye una parte político-social, referida a los problemas de la guerra en general y de la construcción militar del Estado, y una parte técnico-militar, que aborda las cuestiones específicas de los medios, las formas y los métodos de la lucha armada. 
Por su esencia es defensiva, y se basa en la disuasión, entendida como la evidencia de que el costo político, material y humano de una agresión militar contra Cuba sería prohibitivo y carecería de perspectiva de triunfo. Se adopta para un período dado, se perfecciona periódicamente, y se cambia por una nueva cuando ocurren transformaciones trascendentes en las condiciones que la determinan. La actual está vigente desde la década de los 80.

### Venezuela
En dicho país, se instruye a los alumnos de bachillerato y Media Técnica Profesional en el área académica de Formación para la Soberanía Nacional y anteriormente Instrucción Premilitar. En dicha disciplina se orienta a los estudiantes a conocer y valorar el gentilicio, idiosincrasia y sentir patriótico por la nación y la defensa, si en un caso se llegase a dar algún conflicto bélico. Aparte, se enseña orden cerrado.